# Андреана Дружина Олга
Андреана Дружина Олга (Трст, 26. јануар 1920 — Логатец, 7. март 2021) била је учесница Народноослободилачке борбе, друштвено-политичка радница СР Словеније и народни херој Југославије.

## Биографија
Рођена је 26. јануара 1920. године у Трсту и у оближњем месту Боршт завршила три разреда основне школе. Њен отац Габријел морао је због своје антифашистичке делатности емигрирати у Југославију 1929. године, камо је за њим годину дана после дошла и његова супруга са четворо мале деце. Настанили су се у Љубљани, где је Андреана завршила основну школу, два разреда Грађанске школе и један разред Занатске школе. Године 1936. породица се преселила у Сушак, а крајем године у Загреб, у предграђе Кустошију. Тамо се Андреана код оца обучила за кројачицу, завршила други разред Занатске школе и положила помоћнички испит. Била је чланица Фискултурног друштва Соко. У Љубљани је била активна у певачком и драмском одељењу емигрантског друштва Табор, а у Загребу у Словенском друштву и његовој драмској секцији и у Друштву графичара. У очевој радионици састајали су се комунисти, за које је она преносила поруке и чувала стражу кад су одржавали састанке.

### Народноослободилачка борба
У првим данима окупације Југославије, комунисти су је укључили у омладинску групу која је растурала летке против усташа и Немаца и скупљала оружје. Доживела је и злостављање од стране усташа. Када је била издана да прикупља новац за комунисте и да помаже Јеврејима, побегла је мајци у Љубљану, где се у јануару 1942. повезала с активистима Ослободилачког фронта Словеније (ОФ). Постала је чланица Савеза комунистичке омладине Југославије (СКОЈ), похађала течај за болничарке и вршила задатке по граду. Због учешћа у акцијама ВОС-а, морала је да побегне из Љубљане 12. јуна 1942, па се придружила Првој чети Првог батаљона Доломитског одреда.
У партизанима је постала помоћница митраљесца и учествовала у четвородневној борби на Полоховом Градцу, касније у Доброви, код Љубљане и под Тошким челом, где је 5. јула 1942. била први пут рањена и послана у партизанску болницу на Бабни гори, где је, иако и сама рањена, водила бригу о рањеницима, док се није вратила у Ударну чету Доломитског одреда. Након тога је учествовала у јуришу на белогардистичко упориште Шентјошу, у Доломитима и у сукобу с италијанским јединицама у Врањим печима.
Приликом напада на италијанско упориште Лог, 8. септембра 1942. године, у јуришу је била тешко рањена у грло и обе ноге. Већ 28. октобра вратила се у Трећи батаљон Доломитског одреда, који је тада ушао у састав Друге словеначке ударне бригаде „Љубо Шерцер“, у којој је била политички делегат Прве чете Трећег батаљона, а затим помоћница политичког комесара Четвртог батаљона. За чланицу Комунистичке партије Словеније (КПС) примљена је 11. фебруара 1943. године.
Учествовала је у борбама на Устју и под Шкриљем на Тополу, где је 12. децембра 1942. била по трећи пут рањена; затим код Лашча, Лужарја, на Блошкој заравни и у борбама на Корињу у Сувој крајини; у нападу на Рибницу 25. марта 1943. била је по чертврти пут рањена; борила се на Жужемберку, Турјаку, код Пијаве горице, где се истакла у спашавању рањеника, па поновно у борбама за Жужемберк, Добрнич, у нападу на непријатељски положај код Села Шумберк, на Замешку и Крваву печ. Током августа 1943. похађала је партијски курс, након чега је учествовала у ликвидацији плавогардистичког упоришта у Грчарицама код Рибнице и још у два напада на Штампетов вијадукт. У борбама код Чрног Луга, над Сушаком, 18. октобра 1943. рањена је пети пут, у кук. Оперисана је у Грахову, одакле је пренета у село Стари Брег, које су убрзо потом разорили немачки авиони. Спасила се од бомбардовања, а тек после три дана нашли су је курири; лекарска нега пружена јој је за тек месец дана, када је завршила немачка офанзива.
Од јануара 1944. године, била је секретарица и политички комесар Словеначке централне партизанске болнице на Планини. Средином фебруара 1944. отишла је на једномесечни курс за обавештајце, затим је била обавештајац у Петнаестој дивизији и добила чин поручника. Након тога је постала помоћница шефа обавештајног центра Седмог корпуса, а од краја априла 1944. радила је при Одељењу за заштиту народа (ОЗН) за Словенију.

### Послератни период
После рата, остала је у Управи државне безбедности (УДБ) за Словенију све до одласка у пензију 1964. године. Од оснивања Савеза бораца НОР била је активна чланица његовог месног одбора у Љубљани-Центар. До 1962. године била је чланица Среског одбора СУБНОР-а Љубљане, а од 1956. до 1960. чланица Главног одбора СУБНОР-а Југославије.
По ослобођењу била је секретар Комитета СКС при Удби за Словенију и радила у Контролној мисији Градског комитета СКС Љубљана. Имала је чин резервног капетана прве класе ЈНА и била чланица Савета Републике СР Словеније.
Умрла је 7. марта 2021. у старачком дому у Логатецу, у 102. години, као последња жена народни херој на подручју бивше Југославије и последњи народни херој Југославије из Словеније.
Носилац је Партизанске споменице 1941. и више југословенских одликовања, међу којима су — Орден Републике са сребрним венцем, Орден заслуга за народ са сребрним зрацима и Орден за храброст. Орденом народног хероја одликована је 22. јула 1953. године.